# Nîvîți, Radehiv
Nîvîți (în ucraineană Нивиці) este localitatea de reședință a comunei Nîvîți din raionul Radehiv, regiunea Liov, Ucraina.

## Demografie
Componența lingvistică a localității Nîvîți
     Ucraineană (99,9%)
Conform recensământului din 2001, majoritatea populației localității Nîvîți era vorbitoare de ucraineană (99,9%), existând în minoritate și vorbitori de alte limbi.